# Balurghat
Balurghat è una suddivisione dell'India, classificata come municipality, di 135.516 abitanti, capoluogo del distretto del Dinajpur Meridionale, nello stato federato del Bengala Occidentale. In base al numero di abitanti la città rientra nella classe I (da 100.000 persone in su).

## Geografia fisica
La città è situata a 25° 13' 0 N e 88° 46' 0 E e ha un'altitudine di 24 m s.l.m..

## Società

### Evoluzione demografica
Al censimento del 2001 la popolazione di Balurghat assommava a 135.516 persone, delle quali 68.822 maschi e 66.694 femmine. I bambini di età inferiore o uguale ai sei anni assommavano a 11.570, dei quali 5.899 maschi e 5.671 femmine. Infine, coloro che erano in grado di saper almeno leggere e scrivere erano 107.295, dei quali 56.784 maschi e 50.511 femmine.